# Liste der Monuments historiques in Servon (Seine-et-Marne)
Die Liste der Monuments historiques in Servon (Seine-et-Marne) führt die Monuments historiques in der französischen Gemeinde Servon auf.

## Liste der Bauwerke
| Bezeichnung     | Beschreibung | Standort | Kennzeichnung | Schutzstatus | Datum | Bild           |
| --------------- | ------------ | -------- | ------------- | ------------ | ----- | -------------- |
| Kirche St-Louis |              | (Lage)   | PA00087285    | Inscrit      | 1939  | weitere Bilder |

## Liste der Objekte
Zum Verständnis siehe: Kirchenausstattung
- Monuments historiques (Objekte) in Servon (Seine-et-Marne) in der Base Palissy des französischen Kultusministeriums